# Dom Solntsa
Dom Solntsa (russisk: Дом Cолнца, da.: Solens hus) er en russisk dramafilm fra 2010 instrueret af musikeren Garik Sukatsjov.

## Handling
Filmens handling foregår i 1970'ernes sovjettid, hvor datteren af en højtstående leder indenfor kommunistpartiet efter bestået optagelsesprøve til det medicinske institut ved et tilfælde møder Gerda og hendes hippievenner. Hun forelsker sig i lederen af gruppen, Solntse ("Solen"). Som belønning for at være optaget på medicinstudiet giver Sasjas far hende en billet til en ferie til Bulgarien, men Sasja står af bussen på vej til lufthavnen og tager i stedet til Krim til havet sammen med hendes nye hippievenner. Sasja lærer at drikke vin fra flasken, men lider under, at Solntse sjældent er til stede og ikke viser hende opmærksomhed. På Krim lejer hippierne et hus, går på improviserede diskoteker og danser til rockmusik, der udsendes på piratradioen af den mystiske "Baba Beda" (som det viser sig, er datter af den lokale politichef). Hippierne har været under opsyn af en KGB-officer sendt fra Moskva og en koreaner, der har sluttet sig til hippierne, bliver anholdt, da han vil vende tilbage til Moskva. Efter et slagsmål grænsevagter, bliver hippierne anholdt. For at redde dem henvender Solntse sig først til sin far, en sovjetisk admiral, og det sig, at Solntse er uhelbredeligt syg og har brug for behandling i Moskva. Herefter forsøger Solntse at få hjælp fra Baba Beda, der giver ham penge til bestikkelse af Baba Bedas mor, der er officer i politiet. Efter hippierne er blevet løsladt, holdes fest på stranden med tændte bål. Imens Solntse sin hytte ("Dom Solntsa"), som han kun viste til Sasja, ned.
I slutningen af filmen får publikum at vide, at Solntse døde på operationsbordet og at Sasja vil vende tilbage til Moskva til sit normale liv, ligesom det fortælles, hvilken skæbne hver af de øvrige hippier fik.

## Medvirkende
- Svetlana Ivanova som Sasja
- Stanislav Ryadinskij
- Darja Moroz som Gerda
- Ivan Stebunov som Pavel Kotjetkov
- Aleksej Gorbunov som Boris Pavlovitj Kapelskij
- Aleksandr Mitta som gæst på udstilling